# Drei Freunde der kalten Jahreszeit
Die Drei Freunde der kalten Jahreszeit (chinesisch 岁寒 三友 Suìhán sānyǒu, japanisch 歳寒三友 Saikan no sanyū, japanisch auch „Kiefer-Bambus-Pflaume“, 松竹梅 Chō-chiku-bai) sind in Ostasien die folgenden drei Pflanzen: Kiefer, Bambus und Pflaume.

## Hintergrund
Die immergrüne Kiefer, der immergrüne Bambus und die im Februar blühende Pflaume erfreuen den Menschen in Ostasien während der kalten Jahreszeit. Vor allem in Japan denkt man noch heute an die Drei Freunde, in dem man sie zu Neujahr in zwei Behältern aufstellt, die den Eingang des Hauses als „Kadomatsu“ (門松) flankieren.
In Sushi-Restaurants sind das in der Übersetzung Matsu, Take, Ume die Bezeichnungen für Standdard-Zusammenstellungen von Teuer bis billig.
Das Filmunternehmen Shōchiku übernahm den bekannten Begriff, verkürzt auf die ersten beiden Zeichen.

## Bilder

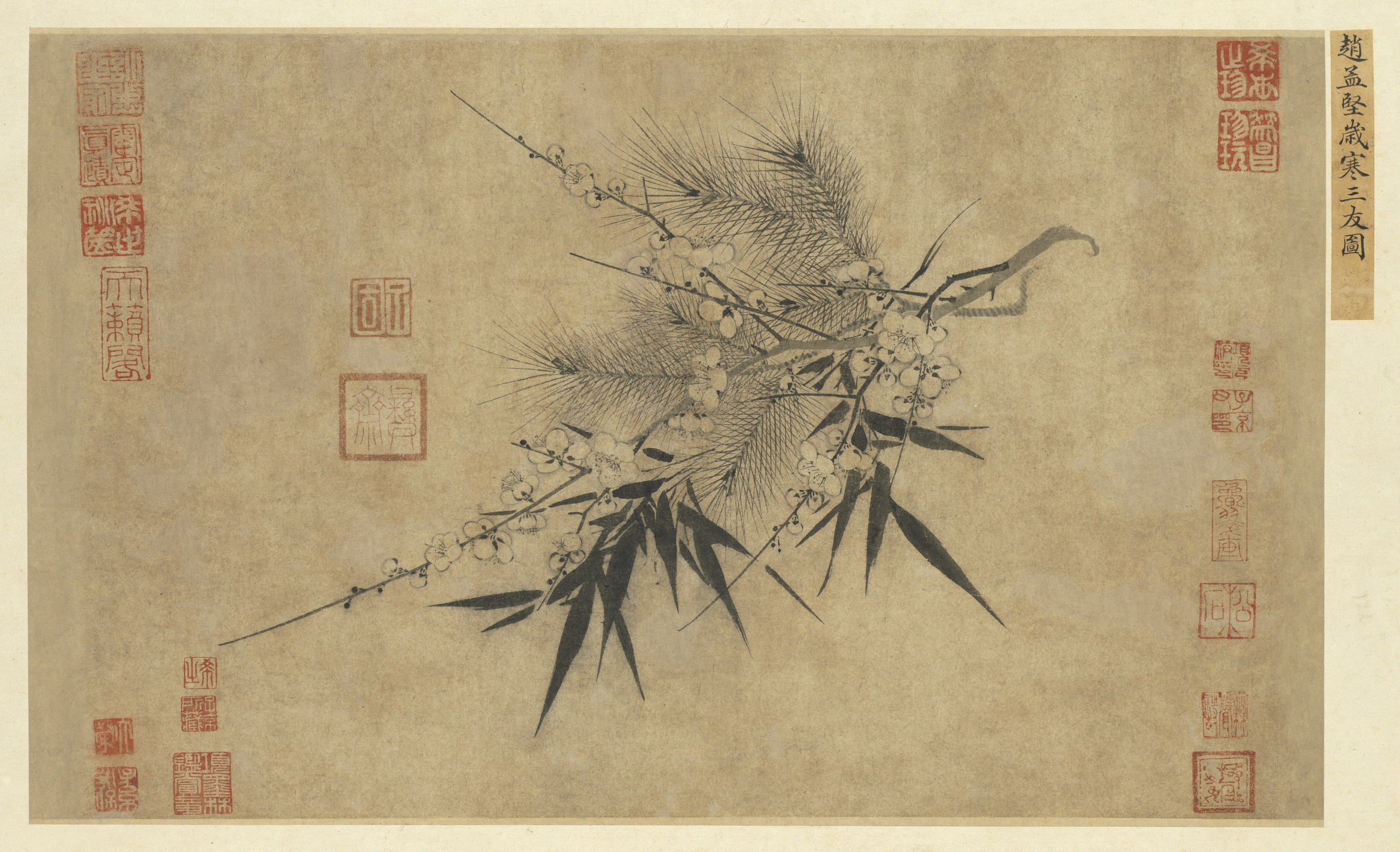
Drei Freunde der kalten Jahreszeit
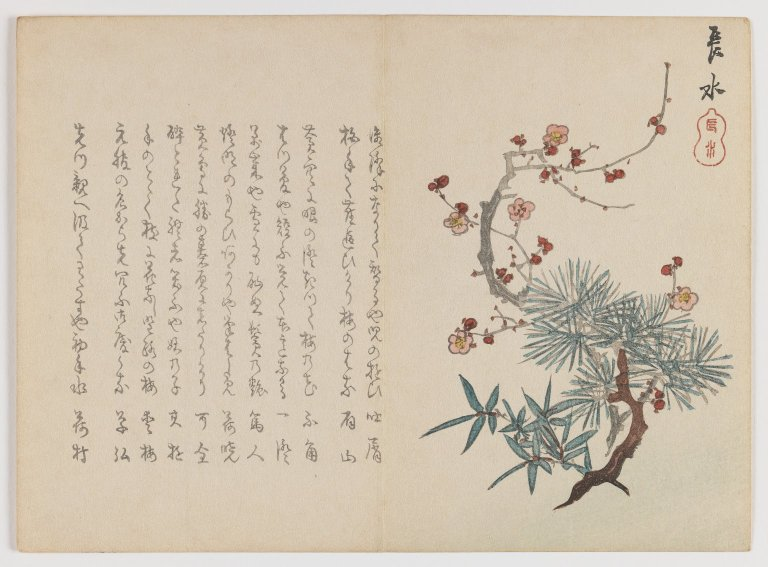
Drei Freunde der kalten Jahreszeit
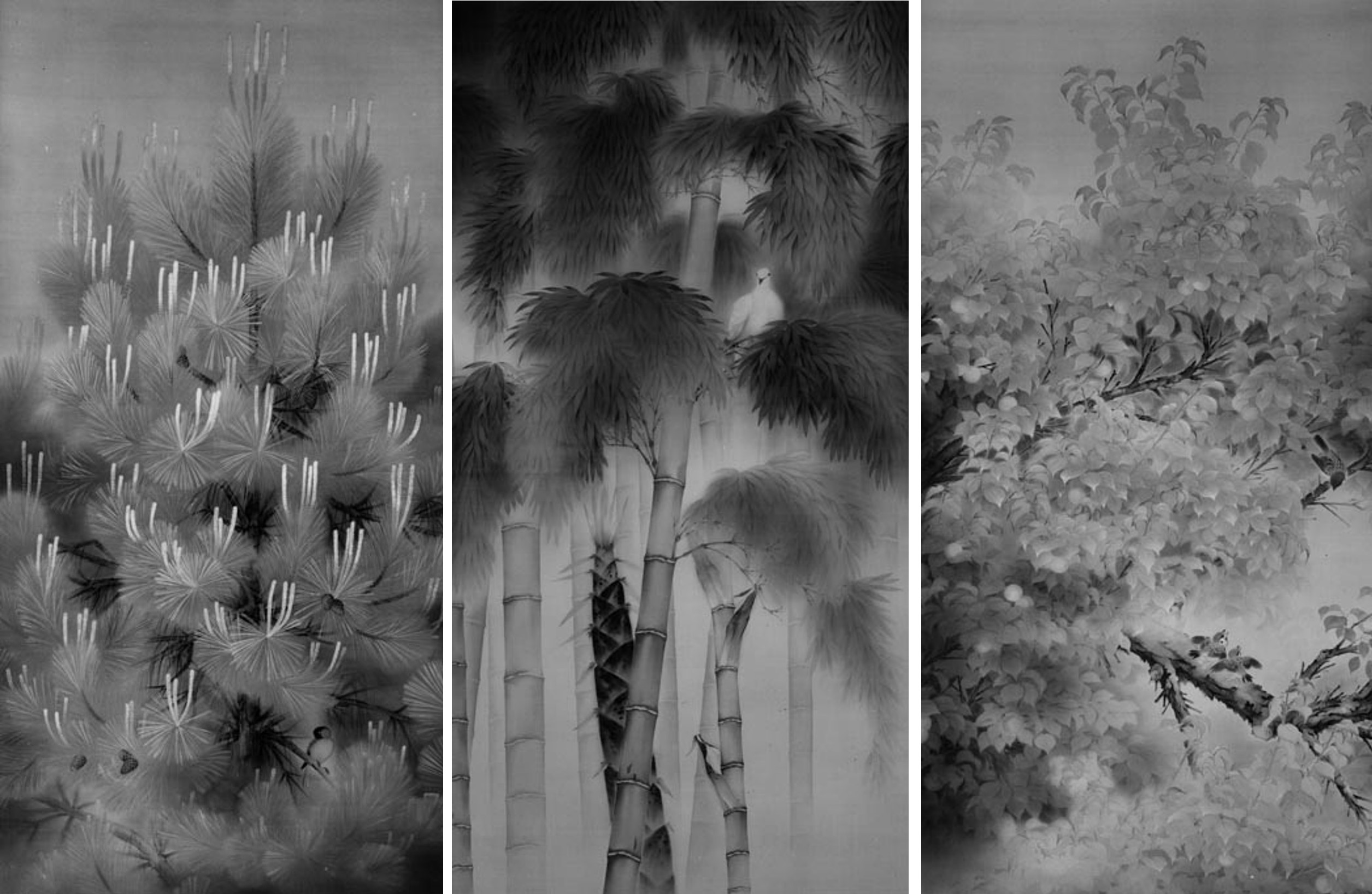
Die „Drei Freunde der kalten Jahreszeit“, 1926
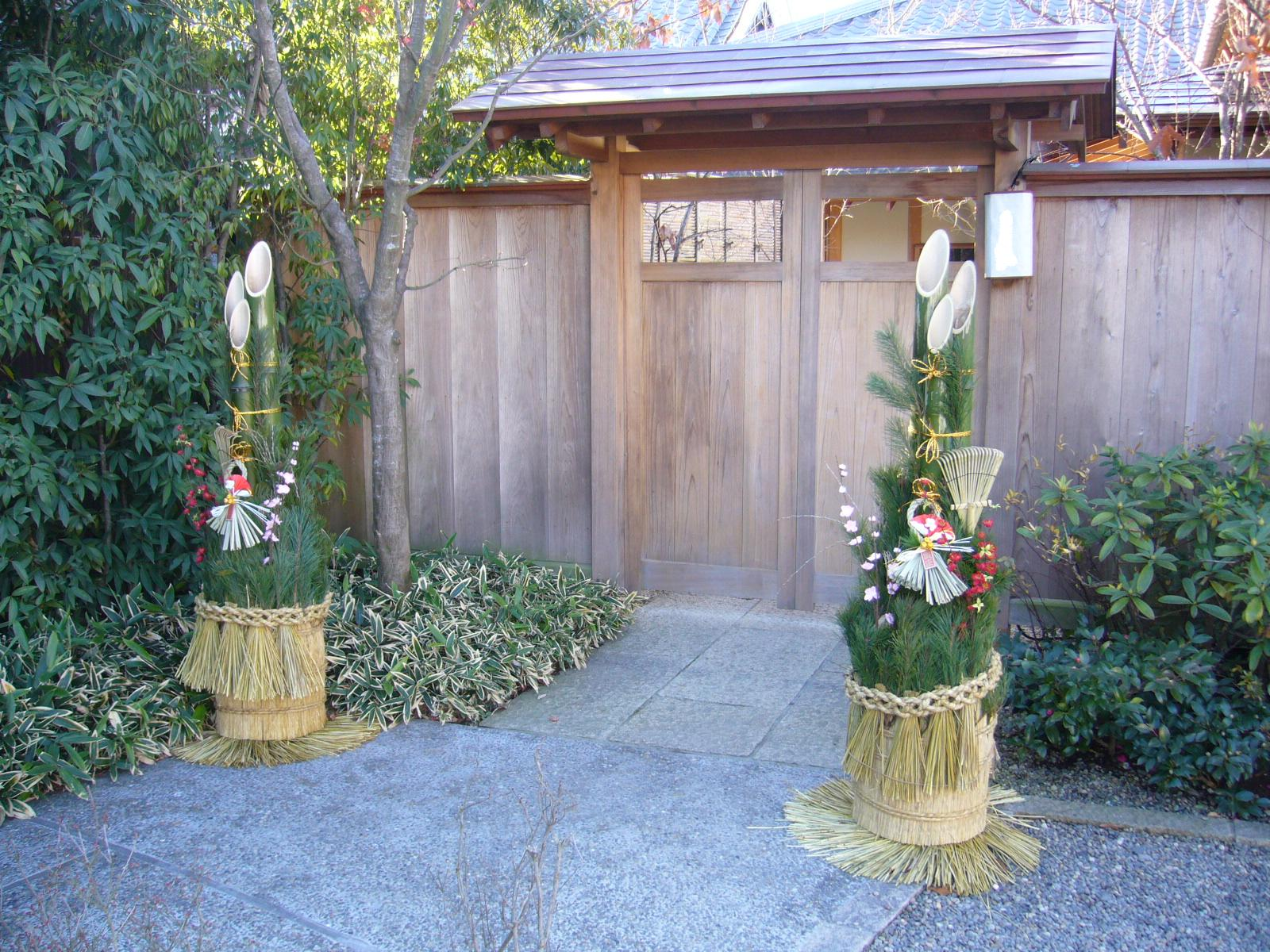
Neujahrsdekoration „門松“ (Kadomatsu)
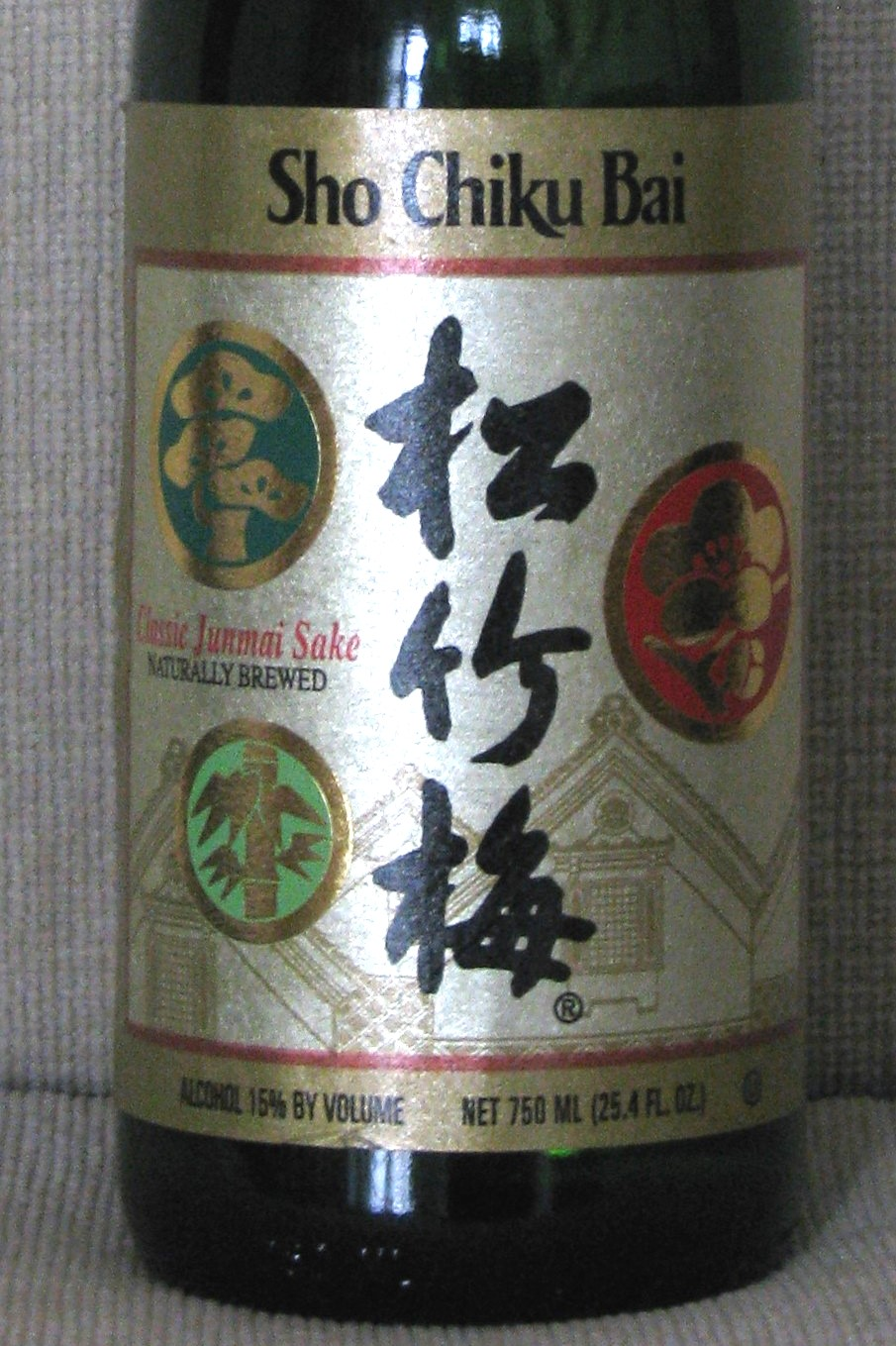
Sake Etikett